# Semiz Ali Paixà
Semiz Ali Paixà (Albània, ? - Istanbul, 28 de juny de 1565) fou un militar otomà que governà Rumèlia i Egipte i que arribà a gran visir otomà (1561-65). El malnom Semiz vol dir ‘el Gros’.
Va néixer a Brazza a Hercegovina i molt jove fou portat a Istanbul, on fou part del cos de geníssers arribant al càrrec d'agà el 1546. Fou després beylerbeyi de Rumèlia. El 1549 va ser designat governador d'Egipte i va participar en la campanya de Pèrsia amb Solimà I.
Va ser nomenat gran visir el juliol de 1561 en substitució de Rustem Pasha. Va ocupar el càrrec fins a la seva mort, el juny de 1565. La seva tasca principal fou negociar la pau amb Àustria amb l'ambaixador austríac Busbecq. Finalment el tractat de pau fou signat a Praga l'1 de juny de 1562, tot i que després l'emperador Maximilià II no en va respectar els termes.